# Hypoxylon ticinense
Hypoxylon ticinense är en svampart som beskrevs av L.E. Petrini 1986. Hypoxylon ticinense ingår i släktet Hypoxylon och familjen kolkärnsvampar.   Inga underarter finns listade i Catalogue of Life.